# Ptilimnium nuttallii
Ptilimnium nuttallii là một loài thực vật có hoa trong họ Hoa tán. Loài này được (DC.) Britton miêu tả khoa học đầu tiên năm 1894.